# Roccanova
Roccanova é uma comuna italiana da região da Basilicata, província de Potenza, com cerca de 1.756 habitantes. Estende-se por uma área de 61 km², tendo uma densidade populacional de 29 hab/km². Faz fronteira com Aliano (MT), Castronuovo di Sant'Andrea, Chiaromonte, Gallicchio, Missanello, San Chirico Raparo, Sant'Arcangelo, Senise.

## Demografia
| Variação demográfica do município entre 1861 e 2011                               |
|                                                                                   |
| Fonte: Istituto Nazionale di Statistica (ISTAT) - Elaboração gráfica da Wikipedia |